# Caino (Lombardei)
Caino ist eine norditalienische Gemeinde (comune) mit 2190 Einwohnern (Stand 31. Dezember 2023) in der Provinz Brescia in der Lombardei. Die Gemeinde liegt etwa 14,5 Kilometer nordwestlich von Brescia am Garza im Valle del Garza.